# Kadomsky (huyện)
Huyện Kadomsky (tiếng Nga: ? райо́н) là một huyện hành chính tự quản (raion), của Tỉnh Ryazan, Nga. Huyện có diện tích 1043 kilômét vuông, dân số thời điểm ngày 1 tháng 1 năm 2000 là 12400 người. Trung tâm của huyện đóng ở Kadom.